# Poecilotriccus albifacies
El titirijí cariblanco (Poecilotriccus albifacies), también denominado espatulilla de mejilla blanca (en Perú), es una especie de ave paseriforme de la familia Tyrannidae perteneciente al género Poecilotriccus. Es nativo de Sudamérica, en el suroeste de la cuenca amazónica.

## Distribución y hábitat
Se distribuye de forma fragmentada por el sureste de Perú (Madre de Dios y Cuzco), oeste de Brasil (Acre), y norte de Bolivia (Pando).
Esta especie es considerada poco común y local en su hábitat natural: los bambuzales del género Guadua en selvas húmedas bajas principalmente abajo de los 900 m de altitud.

## Sistemática

### Descripción original
La especie P. albifacies fue descrita por primera vez por el ornitólogo estadounidense Emmet Reid Blake en 1959 bajo el nombre científico Todirostrum albifacies; su localidad tipo es: «Boca de Río Colorado, margen izquierda, Madre de Dios, Perú», el holotipo, un macho adulto, recolectado el 15 de octubre de 1958 por E.R. Blake, se encuentra depositado en el Museo Field de Historia Natural de Chicago, bajo el número CNHM 252111.

### Etimología
El nombre genérico masculino «Poecilotriccus» se compone de las palabras del griego «poikilos» que significa  ‘multicolor’, ‘manchado’, y « τρικκος trikkos»: pequeño pájaro no identificado; en ornitología, «triccus» significa «atrapamoscas tirano»; y el nombre de la especie «albifacies» se compone de las palabras del latín «albus» que significa ‘blanco’, y «facies» que significa ‘cara’..

### Taxonomía
Ya fue considerado como conespecífico con Poecilotriccus capitalis. Es monotípico.